# رود سکی
رود سکی (به لاتین: Seki River) یک رود در ژاپن است که در استان نیگاتا واقع شده‌است.